# Estación de París-Montparnasse

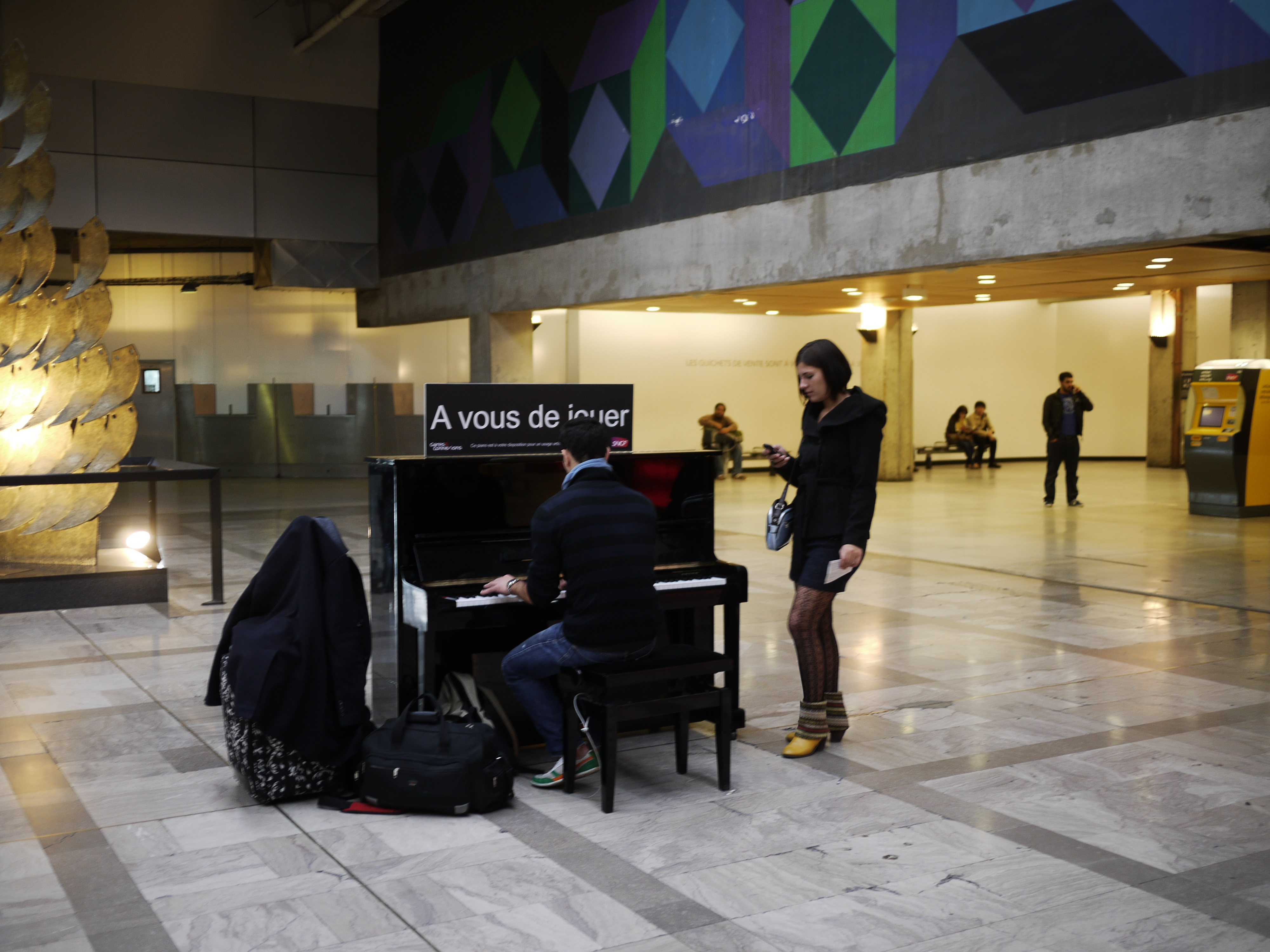
Piano libre en 2012

La estación de París Montparnasse (en francés: gare de Paris-Montparnasse) es una de las seis grandes estaciones ferroviarias de París. 
Por ella transitan numerosas líneas de alta velocidad, principalmente nacionales, aunque alguna se dirige hasta España vía Irún; como de media distancia, regionales y de cercanías. Además ofrece amplias conexiones con el metro y la red de autobuses urbanos. 

## Historia

### Antiguas estaciones ferroviarias
La primera estación de Montparnasse, llamada entonces Estación del Oeste-Ribera izquierda (Gare de l'Ouest-Rive gauche) fue edificada en 1840 al comienzo de la C/Rennes. Así a finales del siglo XIX y principios del siglo XX acogía a numerosos bretones que llegaban a París gracias a la Compañía de Ferrocarriles del Oeste buscando trabajo en la capital.
En poco tiempo alcanzó sus expectativas y se quedó pequeña, siendo reemplazada por una nueva estación que construyeron el arquitecto Victor S. Lenoir y el ingeniero Eugène Flachat.
Un accidente acontecido el 22 de octubre de 1895 provocó que una locomotora de vapor de un tren que hacía la ruta Granville-París, tren cuyo sistema de freno estaba defectuoso, atravesase la fachada. Este accidente fue escenificado en una secuencia de la película "La invención de Hugo", dirigida por Martin Scorsese en el año 2011. Tras la reparación esta segunda estación sobrevivió hasta los años 60 con la Segunda Guerra Mundial de por medio.
En esta estación tuvo lugar el 25 de agosto de 1944 la rendición del General Von Choltitz que marcó la Liberación de París.

### Estación actual
En los años 60 la reconstrucción de la estación se incluyó en el proyecto inmobiliario dentro del que se encontraba la Torre Montparnasse, construida en el lugar donde se encontraba la antigua estación. Esta nueva estación, la tercera construida, se retranquea varios centenares de metros, alejándose de las estaciones de las líneas 4 y 12 de metro.
Esta nueva estación, completamente rodeada de un conjunto inmobiliario de oficinas y viviendas fue proyectada por los arquitectos Baudoin, Cassan de Marien, López y Saubot. A diferencia de las anteriores, ya no se percibe como tal estación vista desde el exterior.
Una fusión del espacio interior se inauguró en 1990 con ocasión de la puesta en servicio de toda la LGV Atlantique. Mezcla una fachada acristalada, la Puerta Océane, que permite identificar mejor la estación y una arquitectura interna de hormigón en la que destaca un techo que cubre las vías y soporta un aparcamiento y un espacio verde, el Jardín Atlántico. Para el viajero ocasional esta distribución del espacio complica la orientación.
El 29 de junio de 2004, la estación recibió la certificación NF service (EN 13186), concedida por la AFNOR. Esta certificación, la cual sólo ha conseguido la estación de Montparnasse en París, si bien es la 16.ª en recibirla en Francia, se apoya sobre un criterio de estandarización del servicio prestado y fiabilidad del mismo.
La estación es la pionera en materia de accesibilidad para personas con movilidad reducida. El expresidente de la República Francesa, Jacques Chirac, visitó la estación el 18 de mayo de 2006 para comprobar el estado de accesibilidad de la estación.
Tiene como particularidad la unión de tres estaciones de viajeros con un vestíbulo común y taquillas de venta e información.
- Estación principal: se accede por la puerta Océane desde la Plaza Raoul Dautry y la Avenida del Maine, frente a la Torre Montparnasse, dando acceso al extremo norte de los andenes principales y directamente unida a la estación de metro, con la que forma un intercambiador multimodal.
- Estación Pasteur (Montparnasse 2): por ella se accede al extremo sur de los andenes principales. A esta estación se llega por la vía especial para descenso de viajeros que llegan a la estación en automóviles privados o Taxis.
- Estación Vaugirard (Montparnasse 3): situada al sur del Bulevar Pasteur se accede a ella por un pasillo rodante situado en el extremo derecho de los andenes (mirando hacia el sur). Esta estación tiene 4 vías de donde parten ciertos trenes de grandes líneas, sobre todo con destino Granville.

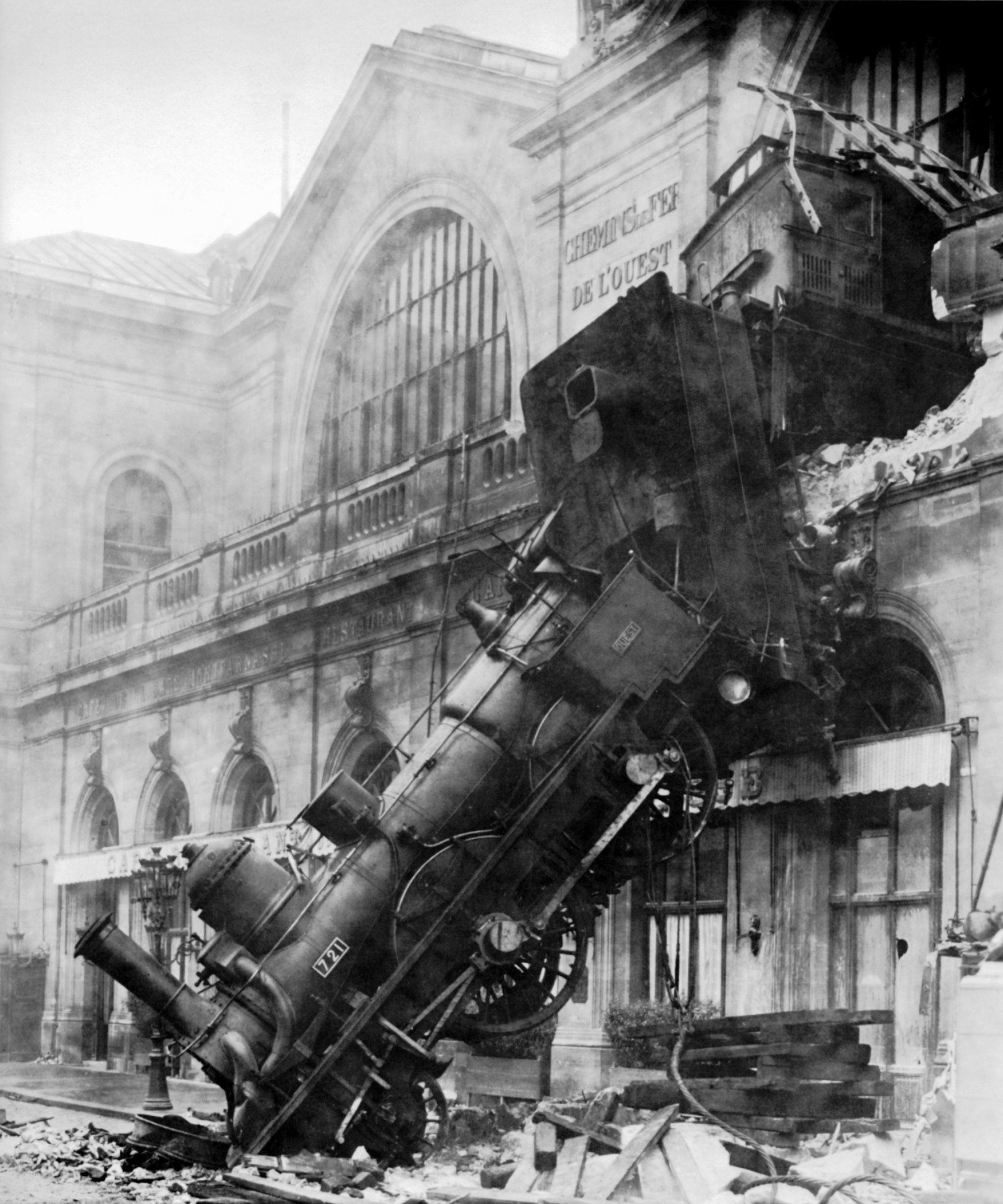
Espectacular accidente de 1895

La estación tiene 28 vías con andén, numeradas de izquierda a derecha según se mira hacia el exterior de la estación. Las vías 25 a 28 están en la estación 3 (Vaugirard)
| vías  | trenes                    |
| ----- | ------------------------- |
| 1-9   | TGV                       |
| 10-17 | Transilien                |
| 18-24 | TER Centro TGV            |
| 25-28 | TER Baja Normandía Corail |

## Servicios Ferroviarios

### Alta Velocidad
Los trenes TGV que de aquí parten tienen como destino las Bretaña, Centro, Aquitania y parte de Mediodía-Pirineos enlazando las siguientes líneas:
- Línea París ↔ Burdeos
- Línea París ↔ Arcachon
- Línea París ↔ Toulouse / Tarbes
- Línea París ↔ Hendaya / Irún
- Línea París ↔ Tours
- Línea París ↔ La Rochelle
- Línea París ↔ Rennes
- Línea París ↔ Nantes
- Línea París ↔ Saint-Nazaire

### Media Distancia
Únicamente abarca una línea concretamente:
- Línea París ↔ Granville

### Regionales
A través de sus trenes regionales, la SNCF, da servicio a las siguientes líneas:
- Línea París ↔ Argentan
- Línea París ↔ Le Mans
- Línea París ↔ Chartres

### Cercanías
Solamente los trenes de la línea N del Transilien parten de la estación hacia el oeste de la región parisina.

## Interés turístico

La estación en sí merece la visita. En la planta que se encuentra sobre las vías se encuentra el Jardín Atlántico, museo sobre la resistencia en la Segunda Guerra Mundial. En el vestíbulo principal hay murales del pintor Victor Vasarely.
En el exterior se encuentran:
- El Barrio de Montparnasse y sus zonas de ocio (cines, teatro...)
- El Museo de Correos (Musée de la Poste).

## Fotos

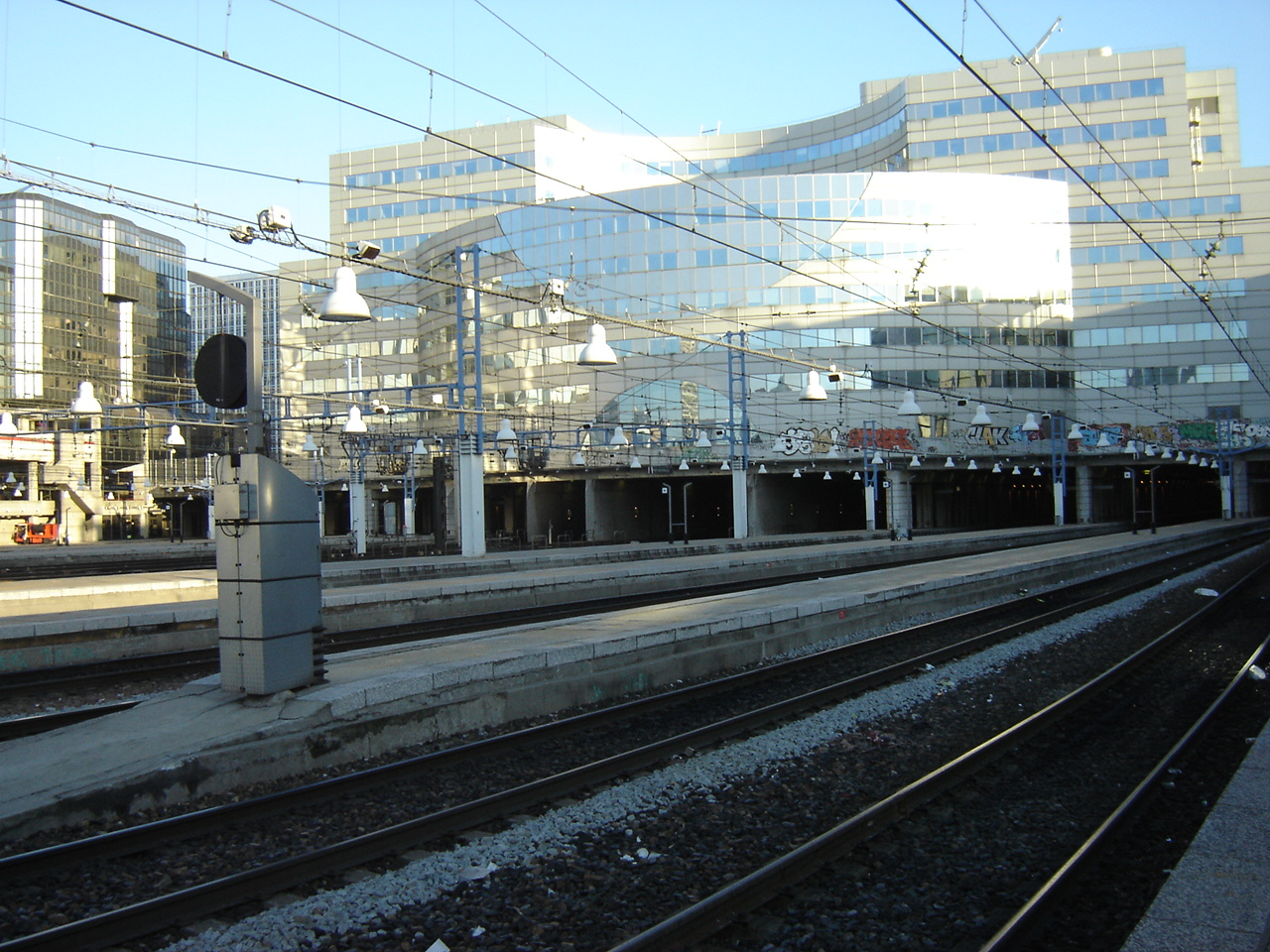
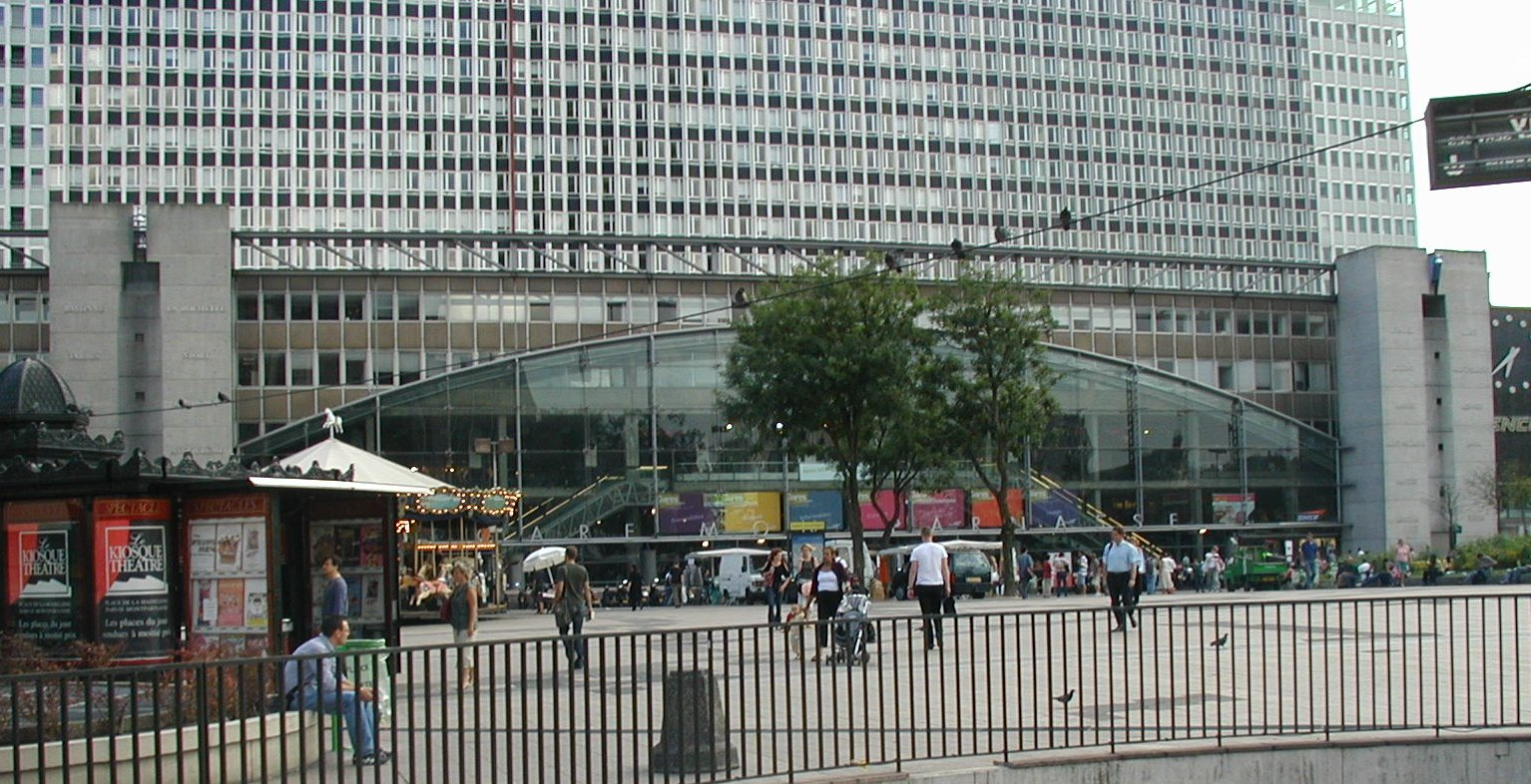
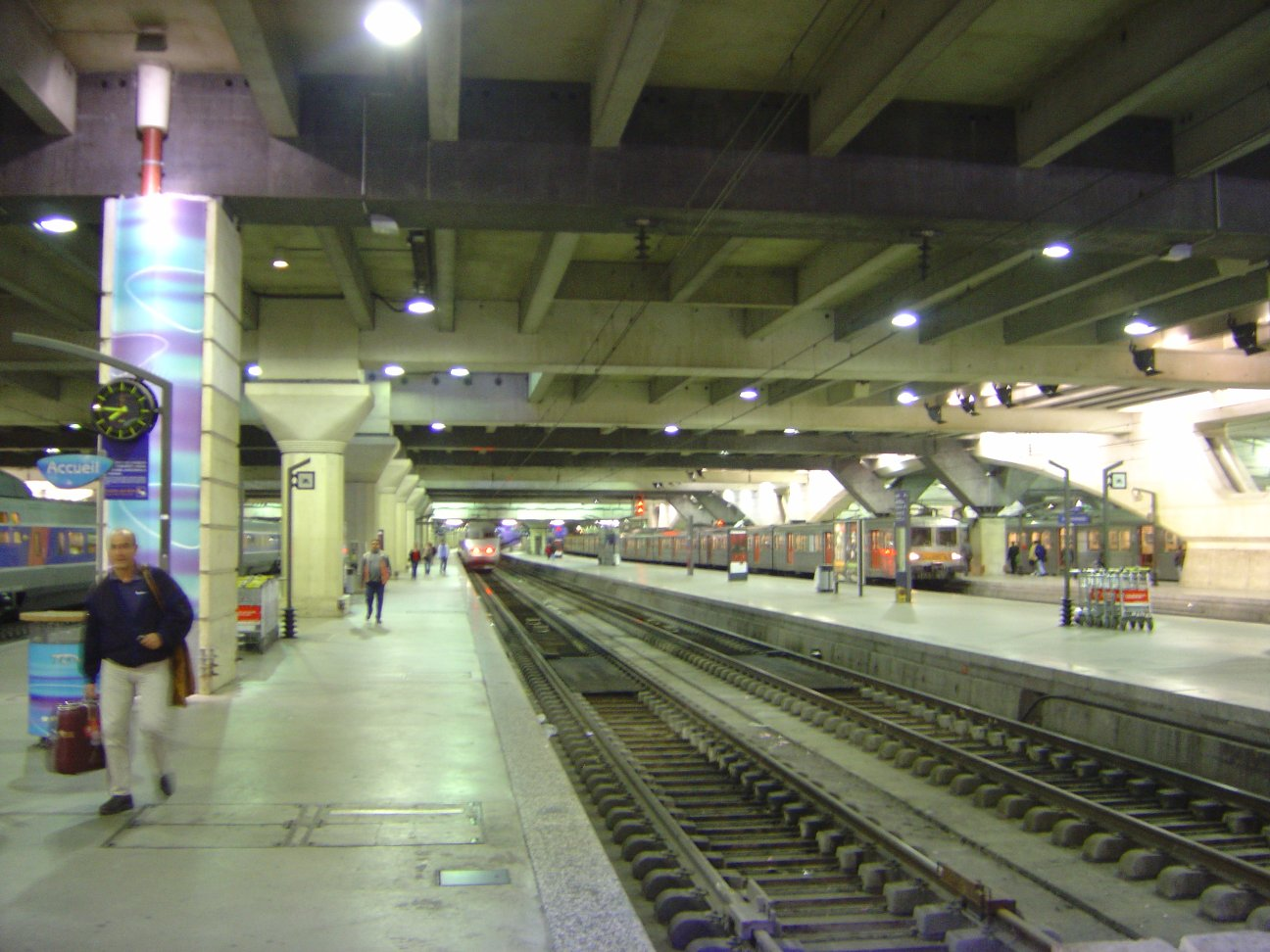

## Correspondencias

### Metro
El metro de París gracias a la estación de Montparnasse - Bienvenüe permite acceder hasta la estación de tren.

### Autobús
Las paradas de autobús se localizan en dos sitios dentro de este intercambiador multimodal:
- Plaza del 18 de junio de 1940: líneas 28, 58, 82, 89, 91, 92, 94 y 96
- Exterior de la estación de ferrocarril: líneas 28, 58, 91, 92, 94, 95, 96, OpenTour y Cars Air France 1 y 4

Bus RATP:
- 28: Gare de Saint-Lazare <> Porte d'Orléans-Métro-Tramway
- 58: Vanves-Lycée Michelet <> Châtelet
- 82: Neuilly-Hôpital Américain <> Luxembourg
- 91: Montparnasse 2 Gare TGV <> Bastille
- 92: Porte de Champerret <> Gare Montparnasse
- 94: Levallois-Louison Bobet <> Gare Montparnasse
- 95: Porte de Montmartre <> Porte de Vanves-Métro-Tramway
- 96: Gare Montparnasse <> Porte des Lilas
- OpenTour

Noctilien:
- N01: Circular interior
- N02: Circular exterior
- N12: Boulogne-Billancourt Marcel Semblat <> Romainville-Carnot
- N13: Mairie d'Issy <> Bobigny-Pablo Picasso
- N61: Gare Montparnasse <> Hôtel de Ville de Vélizy-Villacoublay
- N62: Gare Montparnasse <> Robinson RER
- N63: Gare Montparnasse <> Massy-Palaiseau RER
- N66: Gare Montparnasse <> Vélizy-Villacoublay - Robert Wagner
- N145: Gare de l'Est <> Gare de La Verrière

Bus Optile:
- Cars Air France nº1: Aéroport d'Orly
- Cars Air France nº4: Aéroport Charles de Gaulle